# Shekhar Kapur
Shekhar Kapur (Lahore, 6 de dezembro de 1945) é um cineasta Paquistanês, aclamado pelo drama biográfico Elizabeth, de 1998.

## Filmografia
| Ano  | Título                    |
| 1983 | Masoom                    |
| 1987 | Mr. India                 |
| 1994 | Bandit Queen              |
| 1998 | Elizabeth                 |
| 2002 | The Four Feathers         |
| 2007 | Elizabeth: The Golden Age |
| 2008 | New York, I Love You      |
| 2009 | Passage                   |